# Voor de vuist weg
Voor de vuist weg was het eerste praatprogramma van de Nederlandse televisie, dat uitgezonden werd van 1 november 1963 tot 1979 door de AVRO en gepresenteerd door Willem Duys.

## Geschiedenis
Toenmalig AVRO-programmaleider Ger Lugtenburg vroeg Duys in 1963 om een wekelijkse onemanshow te gaan presenteren. Doordat Duys een hekel had aan repeteren en het liefst improviseerde, was de titel snel gevonden. De formule was afkomstig van de Amerikaanse Tonight Show. De bedoeling was om een huiskamersfeer te creëren. De gasten werden daarom gewoon aan tafel geïnterviewd; op deze tafel stond een vissenkom met een goudvis erin.
Het programma werd in de periode van 1963 tot 1979, 175 keer uitgezonden met een frequentie van ongeveer eenmaal per maand. De eerste aflevering was op 1 november 1963. In 1987 beleefde 'De vuist' een korte comeback met nog vijf uitzendingen, die minder aansloegen.
De programmagasten waren bekende personen of bijzondere figuren, zoals de 'mislukte' goochelaar Tommy Cooper en een man die veel klavertjes vier verzameld had en Bart Huges, die een gaatje in zijn hoofd had geboord. Norbert Schmelzer werd geïnterviewd over zijn zojuist uitgegeven autobiografie. Duys bekende later dat hij het boek niet gelezen had. Kenmerkend voor het programma was naast de vissenkom het herhaaldelijk overschrijden van de toegemeten zendtijd.